# Classic Motor
Classic Motor är en svensk motortidskrift som startades 1969. Den hette från början Signalhornet men bytte 1994 namn till Classic Motor. Tidningen skriver om fordon med motor gjorda för väg och mark, alltså allt från traktorer till veteranbilar och mopeder (men inte tåg, flyg och båt). Classic Motor skriver om fordon i originalskick och är Skandinaviens mest sålda veteranbilstidning. Tidningen kommer ut med minst 12 nummer per år. 

### Fotnoter
1. 1 2 3  Classic Motor, Libris 4342404
2. ↑  TS-kontrollerad upplaga 2006
3. ↑  Orvesto Konsument 2004:2